# Pa Tueng
Pa Tueng (Thai: ป่าตึง) is een tambon in amphoe (district) Mae Chan in Thailand. De tambon had in 2005 22.139 inwoners en bestaat uit 22 mubans.